# Churhaus Sachsen
Churhaus Sachsen (auch: Kurhaus Sachsen Stolln) war eine Fundgrube im Bergrevier Johanngeorgenstadt im sächsischen Erzgebirge.

## Lage
Am Auersberg wurden mehrere Gruben zum Abbau unmittelbar benachbarter Lagerstätten betrieben. Dazu zählte auch die bereits 1748 in der Eibenstocker Chronik von Johann Paul Oettel erwähnte Churhaus Sachsen Fundgrube. Hier wurde Zinn abgebaut.
Die Zinngrube war zwischen 1776 und 1777 mit der Gottes Segen Fundgrube konsolidiert und gehörte ab 1779 zur Großzeche Fundgrube, die dann Großzeche samt Kurhaus Sachsen Stolln hieß. 1832 kam der Betrieb der Fundgrube völlig zum Erliegen.
Mit den Bergleuten der benachbarten Sankt Johannis Fundgrube, dem bedeutendsten Bergwerk am Auersberg, kam es öfters zu Streit. So vertrieben die 20 Johanniser die nur sieben Mann starken Churhaus-Leute mit Gewalt aus ihrem Schacht und verhinderten dadurch den von diesen geplanten Durchbruch zur Johannis Fundgrube.